# Truyện Kiều
Truyện Kiều, escrit per Nguyễn Du (1765 − 1820), és el poema més important de la literatura vietnamita. Fou publicat el 1815. El títol original de l'obra és Ðoạn Trường Tân Thanh. També és conegut com a Kim Văn Kiều. La història es basa en una novel·la xinesa del segle xvii (la Dinastia Ming) que conegué l'autor el 1813 quan viatjà a la Xina. El poema fou creat a principis del segle xix.
La història mostra el caos polític i social del Vietnam del segle xviii provocat per les disputes dinàstiques. El tema principal de la història és la pietat filial, un element del confucianisme.

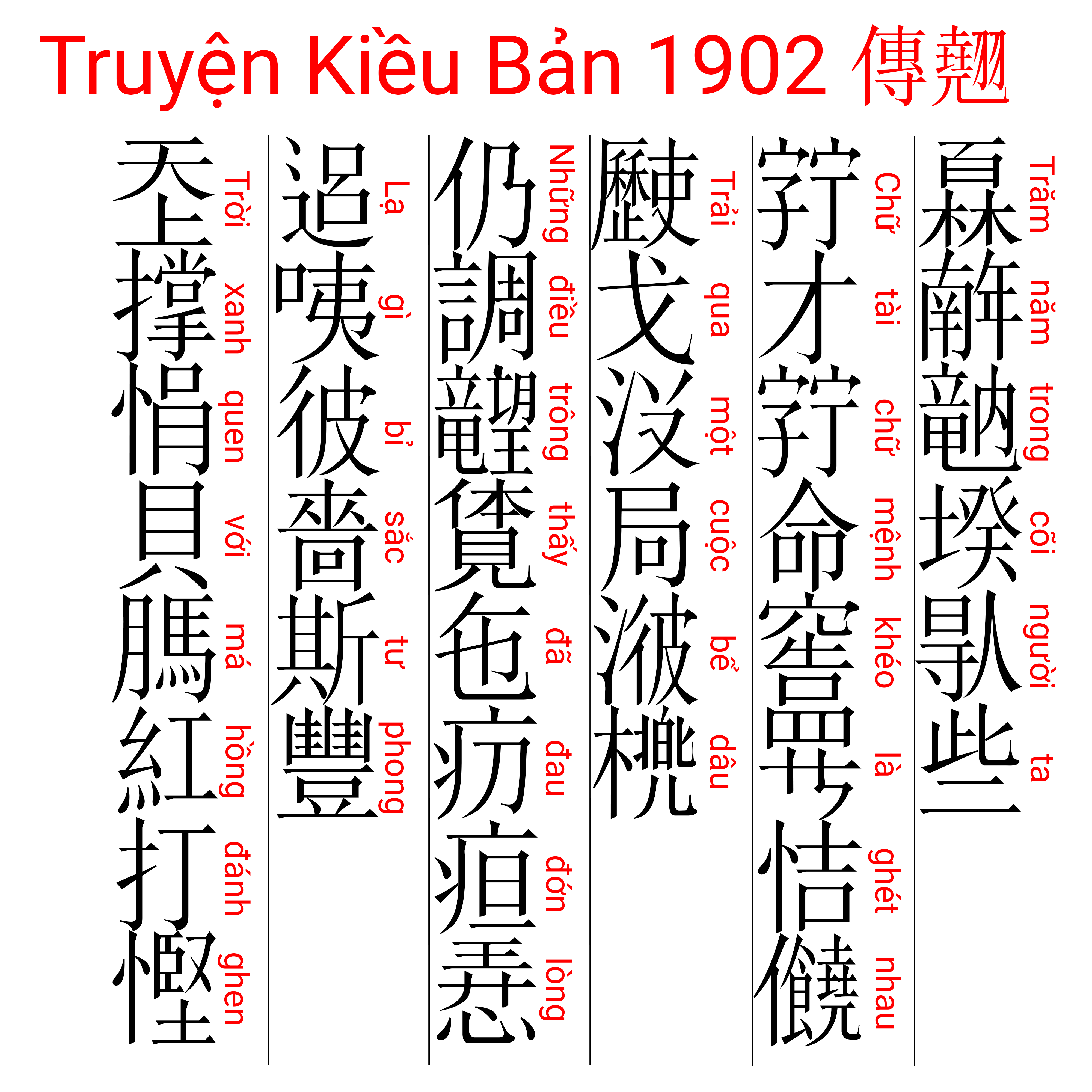

## Argument
El somni de la senyora Vuong de tindre descendència s'acompleix donant a llum dos belles filles, Thuy Kieu i Thuy Van, i més tard un fill, Vuong Quan. Thuy Kieu rep hostilitat durant quinze anys i salva la desgraciada família Vuong a costa de sacrificar la seua felicitat. Finalment es reuneix amb el seu promès, el rei Trong. Aquesta reunió se li torna un infortuni, fent que Kiều decidisca dedicar-se al deure filial cap a la seua família.

## Anàlisi
El poema està escrit en estances Lục-bát (6-8), formant unes 3.253. El luc-bát és un estil vingut de les balades folklòriques. Aquesta regularitat ha permès que passara la memòria popular. Aquesta obra per açò mateix uneix la característica de la oralitat i la forma escrita, cosa aconseguida a obres com La Divina Comèdia i el Quixot.
És característic el fet que té moltes referències als Clàssics de la Poesia i escrits clàssics confucians, budistes i taoistes.
Els crítics literaris creuen que la història és una al·legoria del penediment de l'autor per haver treballat per a la dinastia Nguyễn (1802−1945), la qual havia indirectament tirat de la seua feina al seu mestre anterior. Haver fet malbé el seu mestre és considerat inacceptable segons la societat confuciana vietnamita tradicional, vist com a traïció a la pietat filial.
Alguns autor postcolonials creuen que és una reflexió crítica i al·legòrica al voltant de l'ascens al poder de la dinastia Nguyễn.

## Història de la transmissió
Hi ha un manuscrit escrit el 1888 (posteriorment a la mort de l'autor) en caràcters sinovietnamites. Es conserva a la Biblioteca Nacional del Vietnam.
Un altre manuscrit escrit en Chữ Nôm es completà el 1894. Aquest té il·lustracions a cada pàgina i es creu que és una editat fet per a la realesa. Es localitza a la Biblioteca Britànica (referència Or 14844), després de ser comprat pel sinòleg francès Paul Pelliot el 1929.